# Callodicopus crassula
Callodicopus crassula är en stekelart som beskrevs av Dmitriy Alekseevich Ogloblin 1955. Callodicopus crassula ingår i släktet Callodicopus och familjen dvärgsteklar. Inga underarter finns listade.